# Washingtoni Egyetem Épített Környezetek Főiskolája
A Washingtoni Egyetem Épített Környezetek Főiskolája az intézmény seattle-i campusán működik. Az intézmény vezetője Renée Cheng.
A főiskola székhelye a Carl F. Gouldról elnevezett Gould épület.

## Története
Az 1914-ben a képzőművészeti főiskola részeként létrejött építészeti tanszék az 1940-es évektől várostervezési képzést is indított. A második világháborút követően az intézmény gyorsan növekedett. Az Építészeti és Várostervezési Főiskola 1957-ben jött létre; első dékánja Arthur Herrman volt.
2003-ban a főiskola átnevezése mellett döntöttek; az igazgatótanács által 2008 őszén elfogadott név 2009 januárjában vált hivatalossá.

## Nevezetes személyek

### Munkatársak
- Astra Zarina[3]
- Carl Frelinghuysen Gould[4]
- David Miller[5]
- David Streatfield[6]
- Frank Ching[7]
- George Tsutakawa[8]
- Grant Hildebrand[9]
- Harlan Thomas[10]
- Hermann Pundt[11]
- Jeffrey Ochsner[12]
- Lee Copeland[13]
- Lionel Pries[14]
- Meredith Clausen[15]
- Michael Pyatok[16]
- Norman Johnston[17]
- Paul Schell[18]
- Phillip Jacobson[19]
- Richard Haag[20]
- Sharon E. Sutton[21]
- Steve Badanes[22]
- Thomas Bosworth[23]
- Victor Steinbrueck[24]
- Wendell Lovett[25]

### Hallgatók
- Astra Zarina[3]
- A. Quincy Jones[26]
- Anne Gould Hauberg[27]
- David McKinley[28]
- Elizabeth Ayer[29]
- Fred Bassetti[30]
- George Nakashima[31]
- Grant Jones[32]
- Jamaszaki Minoru[33]
- James K. M. Cheng[34]
- Jane Hastings[35]
- Jennifer Taylor[36]
- Ken Anderson[37]
- Laurie Olin[38]
- Lee Copeland[13]
- Mary Lund Davis[39]
- Norman Pfeiffer[40]
- Paul H. Kirk[41]
- Paul Thiry[42]
- Perry Johanson[43]
- Peter Steinbrueck[44]
- Ralph Anderson[45]
- Roland Terry[32][46]
- Steven Holl[47]
- Tom Kundig[48]
- Victor Steinbrueck[24]
- Walter Wurdeman[49]
- Welton Becket[50]
- Wendell Lovett[25]

## Fordítás
- Ez a szócikk részben vagy egészben a  University of Washington College of Built Environments című  Wikipédia-szócikk ezen változatának fordításán alapul.  Az eredeti cikk szerkesztőit annak laptörténete sorolja fel. Ez a jelzés csupán a megfogalmazás eredetét és a szerzői jogokat jelzi, nem szolgál a cikkben szereplő információk forrásmegjelöléseként.